# Nikola Plećaš
Nikola Plećaš (Karlovac, 10 de janeiro de 1948) é um ex-basquetebolista croata que integrou a seleção iugoslava que conquistou a medalha de prata disputada nos XIX Jogos Olímpicos de Verão realizados em 1968 em Cidade do México.